# Devuška spešit na svidanie
Devuška spešit na svidanie (Девушка спешит на свидание) è un film del 1936 diretto da Michail Evgen'evič Verner.